# 제22회 가치봄영화제
제22회 가치봄영화제는 2021년 11월 11일에 열린 시상식이다.

## 수상 및 후보

### 대상
- 코리도라스 - 류형석 수상

### 우수상
- 조지아 - 제이 박 수상

### 인권상
- 열대소년 - 이지형 수상

### 신인감독상
- 느낌표와 물음표, 그 사이 - 박송희 수상

### 관객상
- 아빠는 어떻게 당구장에 갈 수 있지 - 장병섭 수상
- 선인장 - 이호수 수상

### PDFF 경선
- 나랑 아니면 - 박재현
- 와우보이 - 구상범
- 선인장 - 이호수
- 장한몽 - 이의령
- 코리도라스 - 류형석
- 조지아 - 제이 박
- 온택트 - 김정인
- 감각적 시간 - 김다혜
- 느낌표와 물음표, 그 사이 - 박송희
- 도시락 - 오한울
- 반신불수가족 - 류연수
- 열대소년 - 이지형
- 이사 - 여인서
- 선을 넘어 - 최진욱
- 오리꽥꽥 - 백선혁
- 새장 - 윤대원

### 장애인미디어운동
- 블라인드파티2(분리, 배제) - 이재현
- 아빠는 어떻게 당구장에 갈 수 있지 - 장병섭
- 길 위의 세상 - 박주환
- 나의 하루 - 류진주

### 한국영화초청
- 우리의 바다 - 조벼리
- 간단한 라면 - 곽은지
- 아무도 모르게 - 변여빈
- 언팟 - 박희은

### 사전제작 지원
- 선율 - 선율
- 도시락 - 오한울

### 특별전
- 까치발 - 권우정
- 미명 - 김대철
- 나는 - 서예향
- 말리언니 - 임대청
- 태몽 - 이태연